# Sweethearts (film 2024)
Sweethearts è un film del 2024 diretto da Jordan Weiss.

## Trama
Jamie e Ben sono due migliori amici e matricole universitarie che vorrebbero lasciare i rispettivi fidanzati, in quanto sono rimasti a vivere nella loro città in Ohio. I due vogliono porre fine a queste relazioni logoranti, e con l'aiuto dell'amico Palmer devono cercare di rompere con i propri partner.

## Produzione
Weiss ha co-scritto la sceneggiatura con Dan Brier. Erik Feig e Jessica Switch hanno funto da produttori, con la Picturestart che ha prodotto il film per la New Line Cinema.

### Casting
Nel luglio 2022 venne annunciato che Kiernan Shipka e Nico Hiraga avrebbero recitato come protagonisti del film. Nell'agosto 2022, Charlie Hall è stato aggiunto al cast.

### Riprese
Secondo quanto riferito, le riprese del progetto sono state completate nell'agosto 2022. Le location per le riprese includevano Jersey City, Cranford e il Ramapo College a Mahwah, tutte località situate nello stato del New Jersey.

## Distribuzione

### Data di uscita
Sweethearts è stato distribuito in streaming su Max il 28 novembre 2024. In Italia, il film è stato trasmesso per la prima volta su Sky Cinema Uno il 25 giugno 2025.

### Divieti
Negli Stati Uniti d'America la MPAA ha classificato il film come vietato ai minori di 17 anni non accompagnati da un adulto (R) per scene contenenti contenuti sessuali, linguaggio nom appropriato, festeggiamenti tra adolescenti e brevi nudità.

### Edizione italiana
La direzione del doppiaggio è di Andrea Mete e i dialoghi italiani sono curati da Giorgio Tausani per conto di Studio Emme che si è occupata anche della sonorizzazione.

## Accoglienza

### Critica
Sull'aggregatore di recensioni Rotten Tomatoes il film riceve il 62% delle recensioni positive, mentre su Metacritic ha un punteggio di 57 su 100 basato su 10 recensioni professionali.